# Anja Althaus
Pour les articles homonymes, voir Althaus.
Anja Althaus, née le 3 septembre 1982 à Magdebourg, est une handballeuse allemande. Elle évolue au poste de pivot.

## Biographie
Pour la saison 2017-2018, elle s'engage avec le club hongrois de Győr, récent vainqueur de la Ligue des Champions.

## Palmarès

### Club
compétitions internationales
- vainqueur de la Ligue des champions (3) en 2009, 2010 (avec Viborg HK) et 2018 (avec Győri ETO KC)

compétitions nationales
- championne de Hongrie en 2018 (avec Győri ETO KC)
- championne de Macédoine (3) en 2015, 2016 et 2017 (avec ŽRK Vardar Skopje)
- championne d'Allemagne (3) en 2003 (avec DJK/MJC Trier), 2013 et 2014 (avec Thüringer HC)
- championne du Danemark (3) en 2008, 2009, 2010 (avec Viborg HK)
- vainqueur de la coupe de Hongrie en 2018 (avec Győri ETO KC)
- vainqueur de la coupe du Danemark (4) en 2007, 2008, 2010, 2011 (avec Viborg HK)
- vainqueur de la supercoupe du Danemark en 2011 (avec Viborg HK)

### Sélection nationale
championnats du monde
- médaille de bronze au championnat du monde 2007
- 7e place au championnat du monde 2009
- 7e place au championnat du monde 2013

championnats d'Europe
- 4e place au Championnat d'Europe 2008

autres
- troisième du championnat du monde junior en 2001

### Distinctions individuelles
- Élue meilleure pivot du championnat du Danemark en 2009-2010
- Élue meilleure défenseure du Championnat d'Europe 2012